# Auchenoglanididae
Auchenoglanididae – rodzina słodkowodnych ryb sumokształtnych (Siluriformes). Obejmuje około 70 gatunków, klasyfikowanych wcześniej w obrębie rodziny bagrowatych (Bagridae), a obecnie – na podstawie badań molekularnych – wyodrębnianych do Auchenoglanididae lub zaliczanych do Claroteidae w randze podrodziny Auchenoglanidinae. Ślady kopalne Auchenoglanis znane są z miocenu.

## Zasięg występowania
Afryka.

## Cechy charakterystyczne
Otwory nosowe położone na przedniej stronie górnej wargi. Płetwa ogonowa zaokrąglona.

## Klasyfikacja
Rodzaje zaliczane do Auchenoglanididae:
- Anaspidoglanis — Auchenoglanis — Liauchenoglanis — Notoglanidium — Parauchenoglanis — Platyglanis

Rodzajem typowym jest Auchenoglanis.